# Vacanza con Derek
Vacanza con Derek (Vacation with Derek) è un film per la televisione basato sulla serie televisiva La mia vita con Derek. Il film segue la famiglia McDonald-Venturi durante il periodo estivo, che alloggia dalla nonna.
Il film è andato in onda in lingua originale il 25 giugno 2010 su Family Channel. In Italia è andato in onda il 30 aprile 2011 su Disney Channel Italia.

## Trama
Derek (Michael Seater) e Casey (Ashley Leggat) ritornano con la loro esilarante rivalità fraterna durante una vacanza di famiglia per far visita alla nonna in una splendida baita sul lago. Le cose si scaldano quando Casey incontra Jesse (Nico Archambault), un affascinante giovane ballerino che lavora come cameriere presso la baita. Intanto, mentre Derek si sta godendo il pieno relax della vacanza, si innamora di Roxy, una ragazza ricca che vive dall'altra parte del lago. 
 Ma quando il padre di Roxy, un avido imprenditore edilizio, minaccia di distruggere la bellezza naturale del territorio che li circonda, i ragazzi McDonald-Venturi si uniscono per salvare il lago e la baita.

## Personaggi e interpreti
- Casey McDonald, interpretata da Ashley Leggat, doppiata da Gemma Donati
- Derek Venturi, interpretato da Michael Seater, doppiato da Alessio De Filippis
- Lizzie McDonald, interpretata da Jordan Todosey, doppiata da Letizia Ciampa
- Marty Venturi, interpretata da Ariel Waller, doppiata da Angelica Bolognesi
- Edwin Venturi, interpretato da Daniel Magder, doppiato da Jacopo Bonanni
- Nora McDonald-Venturi, interpretata da Joy Tanner, doppiata da Barbara De Bortoli
- George Venturi, interpretato da John Ralston, doppiato da Niseem Onorato
- Jesse, interpretato da Nico Archambault
- Felicia McDonald, interpretata da Kate Trotter

## Riprese
Vacanza con Derek è stato girato dal 14 settembre 2009 fino al 7 ottobre 2009 al Camp Arowhon nel Algonquin Park, Ontario, Canada.

## Promozione
Il 27 febbraio 2010 venne presentato il trailer di Vacanza con Derek in lingua originale sul sito della Shaftesbury.